# Joaquim Rifé
Joaquim Rifé Climent (Barcelona, 4 de febrero de 1942- ) es un exfutbolista y exentrenador de fútbol español de los años 60' y 70'. 

## Biografía
Nació en Barcelona el 4 de febrero de 1942. Desarrolló toda su carrera deportiva en el F. C. Barcelona, equipo del que fue capitán. Jugaba de lateral derecho. Es, con 401 partidos, el undécimo jugador que más partidos oficiales ha disputado en la historia del F. C. Barcelona.
Debutó en el primer equipo del F. C. Barcelona el 1 de noviembre de 1964, en el derbi barcelonés frente al RCD Espanyol, con tan buena fortuna que marcó el único gol del encuentro que le dio la victoria a los culés.
Consiguió un total de seis títulos, entre los que destacó la Liga española de fútbol de la temporada 1973-1974, conseguida junto a compañeros como Salvador Sadurní, Asensi, Johan Cruyff, Carles Rexach, Hugo Sotil, etc.
También destacan las dos Copa de Ferias que ganó, la de la temporada 1965-1966, que el Barcelona ganó al Real Zaragoza en la final, y la de la temporada 1970-1971, que el F. C. Barcelona ganó al derrotar en la final al Leeds United inglés, por 2 a 1, y que Rifé recogió como capitán del equipo.
También ganó en dos ocasiones la Copa de España, en las temporadas 1967-1968, y 1970-1971.
Joaquim Rifé fue uno de los protagonistas involuntarios de uno de los sucesos más polémicos de la historia del fútbol español. En la temporada 1969-1970, en el partido de vuelta de las semifinales de la Copa del Generalísimo que enfrentaba al FC Barcelona y al Real Madrid en el Camp Nou, Rifé hizo una falta al madridista Velázquez a más de un metro  fuera del área, pero el árbitro Emilio Carlos Guruceta, pitó un penalti que, a la postre, dejó eliminado al FC Barcelona. Se produjo un escándalo por lo que se consideró un trato de favoritismo al Real Madrid, y el árbitro Guruceta fue recusado por el F. C. Barcelona.
Rifé fue cuatro veces internacional con la Selección nacional de fútbol de España, con la que debutó el 28 de febrero de 1968, en Sevilla, en el partido España-Suecia (3-1). En su debut con la selección, igual que le ocurrió con el día de su debut con el F. C. Barcelona, Rifé marcó un gol: el único que marcó en sus partidos con la selección.
Su último partido oficial como futbolista, y como jugador del F. C. Barcelona, lo disputó el 16 de mayo de 1976, en el estadio de El Molinón, Gijón, ante el conjunto local. El resultado fue de empate a cero. Fue el punto final a 12 años como profesional.

## Rifé, entrenador
Retirado como jugador en activo, se sacó el título de entrenador y entró a formar parte del cuerpo técnico del F. C. Barcelona.
En 1978, ante la marcha de Lucien Müller, fue nombrado entrenador del primer equipo por el presidente José Luis Núñez. Dirigió al equipo la temporada 1978-1979, en la que consiguió un gran éxito al ganar la primera Recopa de Europa para el F. C. Barcelona. La ganó en Basilea (Suiza) al derrotar al Fortuna de Dusseldorf alemán por 4-3. 
A mediados de la siguiente temporada, la 1979-1980, fue destituido del cargo de entrenador ante los malos resultados del equipo, y su mala relación con algunos jugadores, como el austríaco Hansi Krankl. Fue substituido por Helenio Herrera.
En 1984 fundó una prestigiosa escuela de fútbol para jóvenes en Barcelona, llamada Escuela TARR, y que recibe su nombre de las iniciales de sus cuatro socios fundadores: los exjugadores del F. C. Barcelona Torres, Asensi, Rexach y el mismo Rifé.

## Palmarés

### Como jugador

#### Torneos nacionales
| Título                     | Club      | País   | Año     |
| -------------------------- | --------- | ------ | ------- |
| Copa del Generalísimo      | Barcelona | España | 1967-68 |
| Copa del Generalísimo      | Barcelona | España | 1970-71 |
| Primera División de España | Barcelona | España | 1973-74 |

#### Torneos internacionales
| Título         | Club      | Sede     | Año     |
| -------------- | --------- | -------- | ------- |
| Copa de Ferias | Barcelona | Zaragoza | 1965-66 |

### Como entrenador

#### Torneos internacionales
| Título           | Club      | Sede    | Año     |
| ---------------- | --------- | ------- | ------- |
| Recopa de Europa | Barcelona | Basilea | 1978-79 |

| Predecesor: Lucien Müller | Entrenador del F.C. Barcelona 1979 - 1980 | Sucesor: Helenio Herrera |